# Satzung des Europarates
Die Satzung des Europarates, unterschrieben am 5. Mai 1949 und dabei auch Londoner Zehnmächtepakt genannt, begründete den Europarat. Die Unterzeichner waren Belgien, Dänemark, Frankreich, Irland, Italien, Luxemburg, die Niederlande, Norwegen, Schweden und das Vereinigte Königreich.
Die Satzung wurde am 11. April 1951 durch das Vereinigte Königreich bei den Vereinten Nationen registriert.